# Glycera benguellana
Glycera benguellana är en ringmaskart som beskrevs av Augener 1931. Glycera benguellana ingår i släktet Glycera och familjen Glyceridae. Inga underarter finns listade i Catalogue of Life.